# Hans Mähly

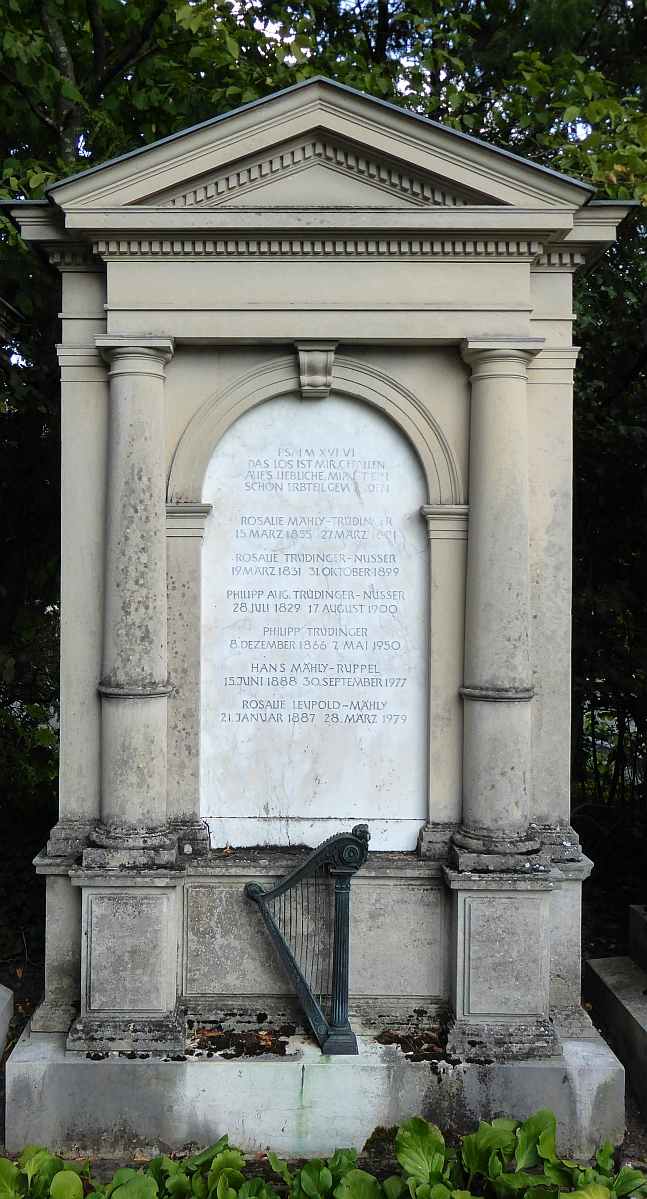
Familiengrab auf dem Friedhof Wolfgottesacker, Basel

Hans Mähly (* 15. Juni 1888 in Basel; † 30. September 1977 in Luzern) war ein Schweizer Architekt, der dem Neoklassizismus und einer eher traditionellen Moderne verpflichtet war.

## Leben und Werk
Mähli war ein Sohn des technischen Direktors der Ciba-Geigy Jakob Mähly und der Charlotte, geborene Trüdinger die ein Jahr nach seiner Geburt verstarb. 
Nach dem Studium in München, das Mähly von 1910 bis 1915 absolvierte, arbeitete er während des Krieges in Düsseldorf. 1918 kehrte er nach Basel zurück und fand eine Anstellung bei Hans Bernoulli. Nachhaltige Beachtung fand der Wettbewerb für die Petersschule, den er gewann und zusammen mit Weisser ausführte und sich dabei gegen Entwürfe von Hannes Meyer, Paul Artaria und Hans Schmidt durchsetzte, die als nicht gebaute Entwürfe in der Debatte des Neuen Bauens und der neueren Architekturgeschichte eine wichtige Rolle spielten.
Ab 1966 bis zu seinem Tod lebte Mähly in Luzern. Mähly beschäftigte sich zeitlebens mit Musik, Philosophie und Astronomie.
Hans Mählys Werke als Architekt sind unter anderem: 
- Umgestaltung des Solitudeparks in Basel (1927)
- Petersschule in Basel (1927)
- Marktplatzbrunnen in Basel (1932)
- Mustermesse-Halle in Basel (1941/42; 1982 abgebrochen)
- Wohnhochhäuser Entenweid 1 bis 3 in Basel, die ersten Wohnhochhäuser der Schweiz (1950/51)
- Kindergarten Niederholzstrasse in Riehen (1960)
- Planung der Siedlungen Freidorf und Hirzbrunnen
- Kantonalbank am Fischmarkt in Basel
- die Raurachersiedlung in Riehen sowie zahlreiche Einfamilienhäuser

Dokumente über Hans Mähly befinden sich auch im Staatsarchiv des Kantons Basel-Stadt.

## Belege
1. ↑  Petersschule in Basel: Entwurf Hans Mähly. Durchführung Mähly und Weisser. In: Werk. Band 16, Nr. 11, 1929, S. 325–329, doi:10.5169/seals-15990.
2. ↑  Othmar Birkner, Jacques Herzog, Pierre de Meuron: Gebaut – nicht gebaut: Die Peterschule in Basel (1926–1929). In: Werk-archithese. Band 65, Nr. 13–14, 1978, S. 6–9, doi:10.5169/seals-50090.
3. ↑  Katalogsuche beim Staatsarchiv Kanton Basel-Stadt

| Personendaten    | Personendaten       |
| ---------------- | ------------------- |
| NAME             | Mähly, Hans         |
| KURZBESCHREIBUNG | Schweizer Architekt |
| GEBURTSDATUM     | 15. Juni 1888       |
| GEBURTSORT       | Basel               |
| STERBEDATUM      | 30. September 1977  |
| STERBEORT        | Luzern              |